# 佐藤珠緒
佐藤珠緒（日语：／ Satō Tamao，1973年1月2日—），日本女演員、藝人。本名佐藤 珠緒（日文讀音相同）。身高156cm。A型血。目前與Light House建立業務合作夥伴關係。出身於千葉縣船橋市。武藏野外語專門學校畢業。

## 來歷
1988年，當時高中1年級的佐藤珠緒在第2屆動作小姐選秀中獲得亞軍。雖然她以本名「佐藤珠緒」活動，但幾個月後她就停止了活動，以優先考慮學業。
1991年，作為煙灘茶屋町學園「淘氣組（おちゃめ組）」2期生，獲得準大獎。以此為契機，她開始了自己在演藝圈的全面發展。同年，作為臨時演員出演《不可思議的幻燈館》（第19話）。
1992年至1993年，以藝名「櫻珠緒」為雜誌《Suppin》擔任凹版模特兒。
1993年，擔任TBC夏季活動角色色。大約從這個時候起，她將藝名改為「珠緒」。
1995年，她在朝日電視台超級戰隊系列《超力戰隊王連者》中飾演丸尾桃（王粉紅），從而獲得了人氣。節目結束後，她把名字改成了現在的名字「（姓氏使用平假名）」。近年來，她偶爾接受特攝節目和雜誌的採訪，也參加特攝活動。
1996年，擔任《出動！迷你裙波麗士》第一任警察。
1997年，獲得第35屆日本雜誌協會金箭獎放送新人獎。
1998年，首次主演電視劇《辣妹女警隊》。

## 人物
- 有一個哥哥[10]。
- 對賽馬很了解，曾出現在《超級賽馬（日语：スーパー競馬）》裡。最喜歡的賽馬是「特別週」[11]。在賽馬作家《POG達人（日语：POGの達人）》系列（光文社）裡，她每年都會參加雜誌的紙主遊戲（日语：ペーパーオーナーゲーム）（直到2011年），並且以堅定的手感提名特別週後代已成為慣例。

- 有用目光呆滯地盯著人看的習慣（本人稱是近視造成的）。搞笑藝人長井秀和（日语：長井秀和）將這種行為取名為「裝可愛」，2004年和2005年，她在《週刊文春》的「1000名討厭女性的女性調查」連續兩年排名第一[12]。但她卻利用了這個負面形象，變得更加主動，扮演了一個過度自命不凡的人。她的商標之一是透過將雙手握成拳頭並將其舉過頭頂，同時說「Pun！Pun！」來表達她的憤怒。
- 以前，她不擅長做飯，在《辣妹圍裙（日语：愛のエプロン）》裡，她用許多稀奇古怪的菜餚折磨評委，並在2003年9月的特別節目中獲得了最差圍裙大獎[13]。在同一個節目裡，當活鰻魚（日语：うなぎ）被切開後，將其活活放入鍋中煮沸，然後將醬油倒入盛有活鰻魚的鍋裡，用醬油將其整條放在鍋裡煮等等許多殘忍的動作。深夜節目時期，她奇蹟般地出現在特別節目上。不過，自從節目改到每週三晚上7點後，她的廚藝有了進步。拿手菜是咖哩飯，最喜歡的食物包括茶碗蒸、鹹牛舌及海藻菜餚。
- 她的母親來自岩手縣花卷市，是岩手縣提名的銀河系岩手大使之一。
- 出道初期，她按照自己的步調工作，但姑姑告訴她不應該繼續在演藝圈發展，並發誓如果不紅就退出[6]。在特攝影集《超力戰隊王連者》的試鏡期間，曾向一位練習空手道的熟人學習了型，以準備行動，但最終的試鏡僅以面談結束，沒有機會表演[2][6]。她和經紀人一起鬱悶，但當她回到試鏡場地，直接和製片人說讓她再試一次時，卻被告知已經通過了，就淚流滿面地回家了[2][6]。

## 演出

### 電視劇
常駐連續劇
- 超力戰隊王連者（1995年3月3日—1996年2月23日，朝日電視台）—飾 丸尾桃／王粉紅
  - 第19話—桃的祖先
- NHK特別電視劇（1997年7月，NHK綜合）
- 東京龍 TOKYO DRAGON（日语：シム・フースイ#ドラマ）（1997年，NHK BS）
- 週三劇場（日语：水曜劇場 (フジテレビ)）「戀愛不用急（日语：恋はあせらず (テレビドラマ)）」（1998年4月—6月，富士電視台）—飾 大澤千晶
- 情牽有緣人（日语：お熱いのがお好き?）（1998年7月—9月，日本電視台）—飾 青柳桃子
- 辣妹女警隊（日语：走れ公務員!）（1998年10月—12月，富士電視台）—飾 一之瀨渚（主演）
- 週五時代劇（日语：土曜時代劇 (NHK)）「一心太助（日语：一心太助#テレビドラマ）」（1999年10月—2000年3月，NHK綜合）
- 偵探左文字進（日语：探偵 左文字進） 第1作—第8作（1999年11月—2003年9月，TBS）—飾 麻生史子
- 相親結婚（日语：お見合い結婚）（2000年1月—3月，富士電視台）—飾 河合美加
- 誘拐風暴（日语：つぐみへ…〜小さな命を忘れない〜）（2000年7月—9月，朝日電視台）—飾 菅沼涼子
- 共犯者（日语：共犯者 (2003年のテレビドラマ)）（2003年10月—12月，日本電視台）—飾 渡邊由梨
- 秀逗男護士2（日语：ナースマン#ナースマンがゆく）（2004年10月—12月，日本電視台）—飾 石川櫻
- 橫濱見聞傳耀星戰士（日语：横浜見聞伝スター☆ジャン）（2013年10月12日—12月28日，神奈川電視台）—飾 星乃涙
  - 橫濱見聞傳耀星戰士 Episode:2（2016年4月24日—6月26日，神奈川電視台）[14]
  - 橫濱見聞傳耀星戰士神 最終話（2019年3月30日）—飾 川
- 白鳥麗子是也！（日语：白鳥麗子でございます!#2016年版）（2016年1月—3月，名古屋電視台）—飾 白鳥華子
- Call Me by No Name（日语：コールミー・バイ・ノーネーム）（2025年2月，MBS）—飾 橋立天

單發電視劇、特別演出等
- 戀愛世代 第4話（1997年10月—12月，富士電視台）
- 週五娛樂（日语：金曜エンタテイメント）（富士電視台）
  - 護士是偵探（日语：ナースな探偵）系列（1997年10月—2000年4月）—飾 近江花繪（準主演）
  - 1996年度第42屆江戶川亂步獎得獎電視劇「別告訴左手（日语：左手に告げるなかれ）」（1997年12月）—飾 森村茜
  - 超人氣美髮店等待洗髮精的女人變成了屍體！（1998年4月）
  - 安岡課長的殺人會議 -距離重組還有30天-（1999年9月）—飾 安岡志穗
- 週一特別電視劇（日语：月曜ドラマスペシャル）（※2001年4月以降時段改名成週一推理劇場（日语：月曜ミステリー劇場）繼續演出）（TBS）
  - 西村京太郎懸疑（日语：西村京太郎サスペンス）「偵探 左文字進（日语：探偵 左文字進）」系列（1999年11月—2003年9月，TELEPACK（日语：テレパック））—飾 偵探助手 麻生史子
  - 會長阿姨 紫的犯罪清掃日記！通過垃圾看清殺人真相（日语：おばさん会長・紫の犯罪清掃日記!ゴミは殺しを知っている）系列（2000年5月—2010年2月1日）—飾 花卷奈奈子
  - 冠婚葬祭偵探（日语：冠婚葬祭探偵）（2007年11月26日，TBS系列 週一黃金時段（日语：月曜ゴールデン））—飾 飛田壽惠
  - 內田康夫推理「信濃可倫坡3 追分殺人事件」（2000年6月）—飾 丸岡一枝
- 艷麗的姿態！浪速之光三郎七變化（1997年10月，關西電視台）
- 媽咪俏刑警（日语：ママチャリ刑事） 第6話（1999年1月—3月，TBS）
- 豈有此理！（日语：バカヤロー! 私、怒ってます#『バカヤロー!』シリーズ）1999 日本人生氣了 抒發壓力3連發 第2話「不要因為性騷擾而大驚小怪！」（1999年9月26日，日本電視台）—飾 町子（主角的戀人）
- 美容偵探（日语：美容エステ探偵） 惡魔未婚夫（2000年6月，富士電視台）—飾 酒井有希（雙主演）
  - 美容偵探2（2001年8月，富士電視台）同上
- zap Entertainment！「。」 （2001年1月，WOWOW）—飾 高木優
- 週六WIDE劇場（日语：土曜ワイド劇場）（朝日電視台系列）
  - 巡査鐵兵的推理日誌（日语：巡査鉄兵の推理日誌）2 -多數謀殺案證人 4比1之謎！高層公寓電梯裡的超凡的殺戮圈套…-（2001年8月）
  - 松本清張逝世10年紀念企劃「黑之奔流」（日语：種族同盟#2002年版）（2002年9月28日）—飾 阿部千鶴
  - 好想變漂亮！美容外科醫生之事件簿
  - 誘餌搜査官北見志穗（日语：おとり捜査官・北見志穂） SP 帶著神秘傷痕的美人死者 “幸福的新娘”連續殺人事件
  - 溫泉屋小女將的殺人推理（日语：温泉若おかみの殺人推理）18 -出雲 ～玉造溫泉結緣連續殺人!!-（2007年4月14日）—飾 戶田佐和子
  - 法醫學教室之事件簿（日语：法医学教室の事件ファイル）26 -豪華遊艇殺人派對！-（2008年5月10日）—飾 寺口由香
  - 鐵道搜査官（日语：鉄道捜査官）9 -會津鐵道，車窗外蔓延的殺人風景！-（2008年10月11日）—飾 今中美幸
- 我不想等明後天啦！我現在就要去東京迪士尼樂園！（2001年9月2日，東京電視台）
- 女人與愛與推理（日语：女と愛とミステリー）（東京電視台）
  - 伊豆天城燧道殺人事件（2001年12月）
  - 大和路殺人事件（2002年3月）—飾 女主角
  - 天龍伊那殺人溪谷（2003年8月）—飾 女主角
- 超異象之謎 Dark Fantasy（日语：ウルトラQ dark fantasy） 第9話（2004年6月，東京電視台）—飾 大島浩子
- 拉麵王（2004年10月，日本電視台）—飾 客人
- 成為小魔女的方法（日语：小悪魔な女になる方法）（2005年9月，關西電視台）—飾 鈴木花緒
- 愛上無賴男（日语：だめんず・うぉ〜か〜） 第6話（2006年10月—12月，朝日電視台）—飾 早乙女百合子
- 天才兒童MAX★大迷宮冒險記（2007年8月，NHK教育）—飾 小紅帽（本名 = 青井綠）
- 週二懸疑劇場（日本電視台）
  - 第15年夏天
  - 婦產科醫生南雲綾子2
  - 無法入眠的電話
  - 六月的新娘2005（日语：六月の花嫁シリーズ）「四重奏」（2005年6月）—飾 江藤晴香（小提琴家）
- 週五Prestige（日语：金曜プレステージ） 我看見白衣天使了 外科病房殺人事件病歷（2008年12月12日，富士電視台）—飾 黑田美久
- 週四連續劇 LOVE GAME（日语：LOVE GAME） 第4話（2009年5月，日本電視台）—飾 櫻井恭子
- 海賊戰隊豪快者 第31、32話（2011年9月25日、10月2日，朝日電視台）—飾 丸尾桃
- 週三推理9（日语：水曜ミステリー9）（東京電視台）
  - 旅行作家青木亞木子（日语：トラベルライター青木亜木子）2（2014年1月15日）—飾 安藤潤子
  - 求救！司法書士 會津若松“後妻業”殺人 ～遺產糾紛篇～（2015年12月9日）—飾 町田千草
- 正直不動產2 第3話（2024年1月23日，NHK綜合）—飾 筒井

### 電影
- 劇場版 超力戰隊王連者（1995年）—飾 丸尾桃／王粉紅
- 東京龍 TOKYO DRAGON（日语：シム・フースイ#映画）（1997年，Ace Pictures（日语：エースピクチャーズ））
- 射亂Q之演歌花道（日语：シャ乱Qの演歌の花道）（1997年，東寶）—飾 真由美
- 「惡名（日语：悪名）」系列（2001年，IP INTERNATIONAL）—飾 阿絹 ※DVD標題：AKUMYOH ～復活大和魂～
- 自殺俱樂部（2001年）—飾 川口陽子
- 人間失格（2002年）—飾 戶山初枝
- 菜鳥先生（日语：ミスター・ルーキー）（2002年，東寶）—飾 椎橋純子
- 釣魚迷日記系列（松竹）
  - 釣魚迷日記13：Hama-chan危機關門！（2002年）—飾 鯛子
  - 釣魚迷日記14：朝聖大經濟恐慌！（2003年）—飾 鮎美
  - 釣魚迷日記15：文蛤沒有明天!?（日语：釣りバカ日誌15 ハマちゃんに明日はない!?）（2004年）—飾 鯛子
- 銃聲 LAST DROP OF BLOOD（日语：銃声 LAST DROP OF BLOOD）（2003年）—飾 佐久間瞳
- （2003年）※友情演出
  - （2019年2月19日）—飾 飛田美里
- 哥吉拉 最後戰役（2004年，東寶）—飾 東京的女性戀人們[5]
- 歡迎光臨，患者們。（日语：いらっしゃいませ、患者さま。）—飾 脫衣舞娘
- 禿頂神探（日语：ヅラ刑事）（2006年，TORNADO FILM）—作為某個女人角色客串演出
- incubator ～絕體絕命，那是個機會！～（導演：大草郁夫）
- 脫線女指揮（日语：ブラブラバンバン#映画）（2008年，TORNADO FILM，導演：草野陽花（日语：草野陽花））—飾 合唱社顧問
- 希望丘夫妻戰爭（日语：希望ヶ丘夫婦戦争）（2009年，BIO-TIDE）—飾 貓田弘子
- 刺青 宛如香月（2009年）—飾 藤堂陽花
- 樂團女僕天使（2010，Magical）—飾 板倉優
- 蠢動（日语：蠢動 -しゅんどう-）（2013年，導演：三上康雄）—飾 香川由紀
- （2014年，導演：中川究矢）
- （2014年，導演：笠原正夫）
- 東京Boys Collection ～Episode 1～ 前篇（2016年）[15]
- 白鳥麗子是也！ THE MOVIE（日语：白鳥麗子でございます!）（2016年，導演：久萬真路）—飾 白鳥華子
- （2017年5月6日，導演：南柱根）—飾 堀江陽子
- 橫濱見聞傳耀星戰士（日语：横浜見聞伝スター☆ジャン） Episode:Final（2018年，導演：MOKU）—飾 星乃涙
  - 橫濱見聞傳耀星戰士川·奈（序）（2023年4月）—飾 川
  - 橫濱見聞傳耀星戰士川·奈（終）（2023年12月）—飾 川
- 9 -Nine-（日语：9 〜ナイン〜）（2018年2月17日，MIRAI）—飾 田山靜江[16]
- 如果希望從世界消失的話。（日语：世界から希望が消えたなら。）（2019年10月18日，導演：赤羽博）—飾 御祖磯子[17]
- （2022年6月3日，導演：柿崎裕治（日语：柿崎ゆうじ））

### 網路電視劇
- Love Colle 東京Love Collection（日语：ラブ・コレ 東京Love Collection）（2006年，GyaO（日语：GYAO!#GyaO））—飾 觀音寺真紀
- 筒井康隆劇場「情色總理」（2006年，GyaO）

### 非戲院首映
- 超力戰隊王連者—飾 丸尾桃／王粉紅
  - 超力戰隊王連者# 超級錄影帶 隊員手冊
  - 超力戰隊王連者# 超級錄影帶 我！超力情報局
  - 超力戰隊王連者 王連VS隱連者（1996年〈2001年發行DVD〉）
  - 激走戰隊車連者VS王連者（1997年〈2001年發行DVD〉）
- 惡名2 ～殘暴喧嘩魂～（日语：悪名#的場浩司主演版）（2001年）—飾 阿絹
- 起業士 天馬（日语：起業士 天馬） 3
- 交涉人 堂本零時（日语：交渉人 堂本零時）（2011年，Softgarage，導演：寶來忠昭）—飾 小雪

### 電視節目
常駐
- HIP（朝日電視台）負責週一
- （朝日電視台）
- 鬧鐘電視（富士電視台）的主要記者，約1995年
- 快樂釣美人（1996年，富士電視台）
- 出動！迷你裙波麗士（日语：出動!ミニスカポリス）（1996年7月—12月，東京電視台）作為初代波麗士
- 愛之風（1996年，富士電視台）
- （1996年10月—1997年3月，富士電視台）
- 塔摩利的超詞彙（日语：ボキャブラ天国）（1996年10月—1997年3月，富士電視台）
- （1997年—1998年，日本電視台）
- （1997年10月—1998年3月，TBS）常駐解答者
- 東京情色派（東京電視台）節目後期主持人。
- 突擊！搞笑的風林火山（日语：突撃!お笑い風林火山）（1997年，富士電視台）
- （1997年，朝日電視台）
- （朝日電視台）
- 超級賽馬（日语：スーパー競馬）（1997年—2002年，富士電視台）先是助理，後來擔任主持人。
- 中央競馬概要（日语：中央競馬ダイジェスト）（富士電視台）
- （1998年—2002年，富士電視台）
- 國王的早午餐（日语：王様のブランチ）（1998年4月—2003年3月，TBS）主持人
- 12號 熱血足球宣言（日语：ナンバー12・熱血サッカー宣言）（1998年，東京電視台）
- 新·真夜中的王國（NHK-BS2）擔任主持人。
- Gachinko！（日语：ガチンコ!）（1999年，TBS）僅在前六個月出現。
- （1999年10月—2000年3月，東京電視台）
- （2001年，關西電視台）
- 金錢達人（2001年1月—2002年3月，東京電視台）
- 辣妹圍裙3（日语：愛のエプロン）（2002年11月—2004年，朝日電視台）
- （2003年，日本電視台）
- 俄羅斯與會話（日语：ロシア語会話）（2004年度，NHK教育）—飾 學生
- 銀玉王（日语：銀玉王）（2005年—，神奈川電視台）作為「聽牌男孩」不定期輪班演出。
- （2008年4月8日—6月24日，愛知電視台）
- （2010年—2011年9月，NHK-BS2→NHK BS Premium）主持人
- （2016年6月，東京電視台）—飾 天真卵子學姐[18]
- 待機！無理裙波麗士（日语：出動!ミニスカポリス）（2017年6月9日—2018年12月21日，Kawaiian TV（日语：Kawaiian TV））
- （2019年，神奈川電視台）
- 石田純一（日语：石田純一）、佐藤珠緒的片假名英語會話（2020年3月11日—，千葉電視台）
- （2022年3月—，BS吉本）[注 1]

### 網路節目
- （2010年5月28日）

### 廣播節目
- 明石家秋刀魚的G1 Grouper（日语：G1 Grouper）（1996年10月—1997年1月，TOKYO FM、JFN系列）
- 一擊！NEO-RA-DIO（MBS電台）
- 我們來幫XXX配音吧（日语：オレたちやってま〜す） 星期三（MBS電台）
- （TBS電台）
- PG2 presents Keep on Smile（2019年4月—12月，FM橫濱（日语：横浜エフエム放送））

### 電視動畫
- 烏龍派出所「兩津VS愛哭鬼偶像明星!? 日本環島1周大陞官圖!!」（2005年3月27日）—飾 久留美[19]
- 少年阿貝GO！GO！小芝麻（日语：少年アシベ）（2017年10月10日、2018年7月10日、2019年11月5日）—飾 尾又玉緒

### 電影動畫
- 皮卡丘的探險隊（1999年，東寶電影）—旁白

### 遊戲
- 格鬥天王'96（1996年，SNK）—飾 麻宮雅典娜（日语：麻宮アテナ）
- 100萬人之Winning Post（日语：ウイニングポストシリーズ）（2014年，Koei Tecmo Games）—飾 秘書、騎手
  - 100萬人之Winning Post Special（日语：ウイニングポストシリーズ）（2014年，Koei Tecmo Games）—飾 秘書、騎手

### 外語配音
- 聖石傳說（2000年，台灣電影）—飾 如冰
- 觸不到的戀人（松竹，韓國電影）—飾 金恩珠（全智賢）
- 小魚歷險記（英语：Help! I'm a Fish）（2001年，丹麥動畫）—飾 史泰拉

### 舞台
- 豐富的生活 ～29歲女性vol.5～（2002年，銀座博品館劇場（日语：博品館劇場））
- 一郎要走了。（銀座博品館劇場）
- 讓我們幸福吧（2009年，俳優座劇場（日语：俳優座劇場））
- （2010年2月）
- （2010年10月，池袋劇場KASSAI（日语：シアターKASSAI））
- 歸來的螢 ～眾神的黃昏～（日语：帰って来た蛍）（2010年7月，草月大廳（日语：草月ホール））
  - 歸來的螢 ～哀歌～（2012年6月前進座劇場（日语：前進座#前進座劇場）、7月長岡市立劇場（日语：長岡市立劇場）大廳）
  - 歸來的螢 ～藍天之神～（2014年6月—7月，俳優座劇場）
  - 歸來的螢 ～給未來的訊息～（2015年6月，俳優座劇場）
  - 歸來的螢 ～天空中的誓言～（2017年10月，俳優座劇場）
  - 歸來的螢 ～傳承至令和～（2022年7月，俳優座劇場）
  - 歸來的螢 ～永恆的言語～（2024年6月，俳優座劇場）
- 奇奇怪怪 ～老之坂的幽靈～（日语：奇々怪々）（2013年10月，六行會大廳（日语：六行会））
  - 奇奇怪怪 ～江戶的千本紅葉～（2016年11月，俳優座劇場）
  - 奇奇怪怪 ～箱根垂枝櫻花～（2019年，中目黑Kinkero Theater（日语：キンケロ・シアター））
- 手牽著手一塊走吧～香格里拉的另一邊～（日语：手をつないでかえろうよ〜シャングリラの向こうで〜#2014年）（2014年，東京藝術劇場東劇院 等）
- 愛愛愛的愛（2017年2月，綠色劇場 BIG TREE THEATER（日语：シアターグリーン））
- 黃昏的月亮（2018年，中目黑Kinkero Theater）

### 廣告
- FET極東
- 好侍食品
- GOLD PAK（日语：ゴールドパック）
- 樂購仕
- 旭松食品（日语：旭松食品）
- 千壽製藥（日语：千寿製薬）、
- 吉野家
- 昭和貝殼石油（日语：昭和シェル石油）
- 三得利
- ASCII「Derby Stallion（Play Station版）（日语：ダービースタリオン）」
- APLUS（日语：アプラス）
- 雀巢
- Artnature（日语：アートネイチャー）
- 明星食品（日语：明星食品）
- NTT
- Save On（日语：セーブオン）「便利商店」
- 日本損保協會（日语：日本損害保険協会）「自動車 自賠責加入告知」
- 富士通「FMV」
- 獅王「Q'S DAY」
- 龜田製
- 大塚化學（日语：大塚化学）
- INAX（日语：INAX）、「i-bath」
- Sofmap
- 互聯網博覽會（日语：インターネット博覧会）
- 西原物產（日语：西原物産）
- 湘南美容外科診療所
- DMM.com（2015年8月—）[20]
- 自然公園—與小澤真珠共演

### 音樂PV
- 山下達郎「DREAMING GIRL（日语：DREAMING GIRL）」（1996年，EAST WEST JAPAN／Smile Company（日语：スマイルカンパニー））

### 其它
- 大井火力發電所PV
- 我喜歡聲優 視頻特輯（1996年4月，MEDIA REMORAS（日语：メディア・レモラス））

## 作品

### CD
- （1997年8月16日，BMG Victor）—用於《MAZE☆爆熱時空》後期片尾主題曲
- （1997年12月17日，RCA Records）
- DOLCE VITA/Petit Prelude（1998年4月22日，RCA Records）ARTNATURE廣告歌曲

### 視頻影像
- （REGAL出版）
- FLOWER（Piko Label）
- （Scola）
- Thank You（Piko Label）

### DVD
- mana（1996年，Pony Canyon）
- （2004年，E-NET FRONTIER（日语：イーネット・フロンティア））

### 其它
- 2001年，電腦零件製造商建碁發布了奔騰4主板，名為，內置了佐藤珠緒的聲音和臉部照片。其功能是在啟動電腦時，全屏會顯示佐藤珠緒的全彩色照片，並且在發生錯誤時會發出佐藤珠緒的警告語音。這款主板在當時已經成為一些自製PC用戶的熱門話題，並在2001年在Impress網站上舉辦的中獲得第2名。

## 書籍
- （2002年，小學館）
- （2003年，Sony Magazines（日语：ソニー・マガジンズ））
- 《超教養》（2007年，Media Factory）

### 寫真集
- 多人寫真集（1992年，英知出版（日语：英知出版））
- （1996年，德間書店）
- 《Honey Lips》（1996年，竹書房）
- 《L'amant》（1997年，Scola（日语：スコラ））
- 《privacy》（1998年，白泉社）
- 《月刊 佐藤珠緒》（2001年，新潮社）
- 《ASAHI PRESS volume 3》（2001年，朝日出版社（日语：朝日出版社））
- 《月刊 佐藤珠緒 Special》（2004年，新潮社）

## 腳註

## 外部連結
- 佐藤珠緒｜ThinkBank （日語）
- 佐藤珠緒｜Light House（業務提攜） （日語）
- 佐藤珠緒的Instagram帳戶 （日語）
- 佐藤珠緒的X（前Twitter） （日語）
- （日語）—佐藤珠緒的官方個人部落格（2006年11月20日—）。
- GREE官方部落格，存于 （日語）（2009年4月6日—8月8日）